# كارولين بروكس
كارولين بروكس (بالإنجليزية: Carolyn Brooks) هي عالمة أحياء دقيقة أمريكية، ولدت في 8 يوليو 1946.